# Abdellah ben Hassoun
 (février 2012).
Sidi Abdellah ben Ahmed Khalid ben Hassoun (1515 à Fès - 1604 à Salé) est, avec Sidi Ben Acher al-Andaloussi, Sidi Ahmed Hajji et Sidi Ahmed Turki, l'un des principaux saints de Salé. Il est le "Saint Patron" de la ville.
L'ancienne famille de Salé Hassouni lui est affiliée. Son mausolée est des plus beaux et des plus vénérés de la ville, celui-ci abrite les cierges de la procession du mawlid.
Une école porte son nom à Sala Al-Jadida.

## Biographie

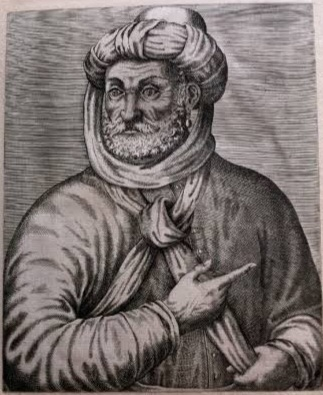
Portrait de Ahmed al-Mansur Saadi

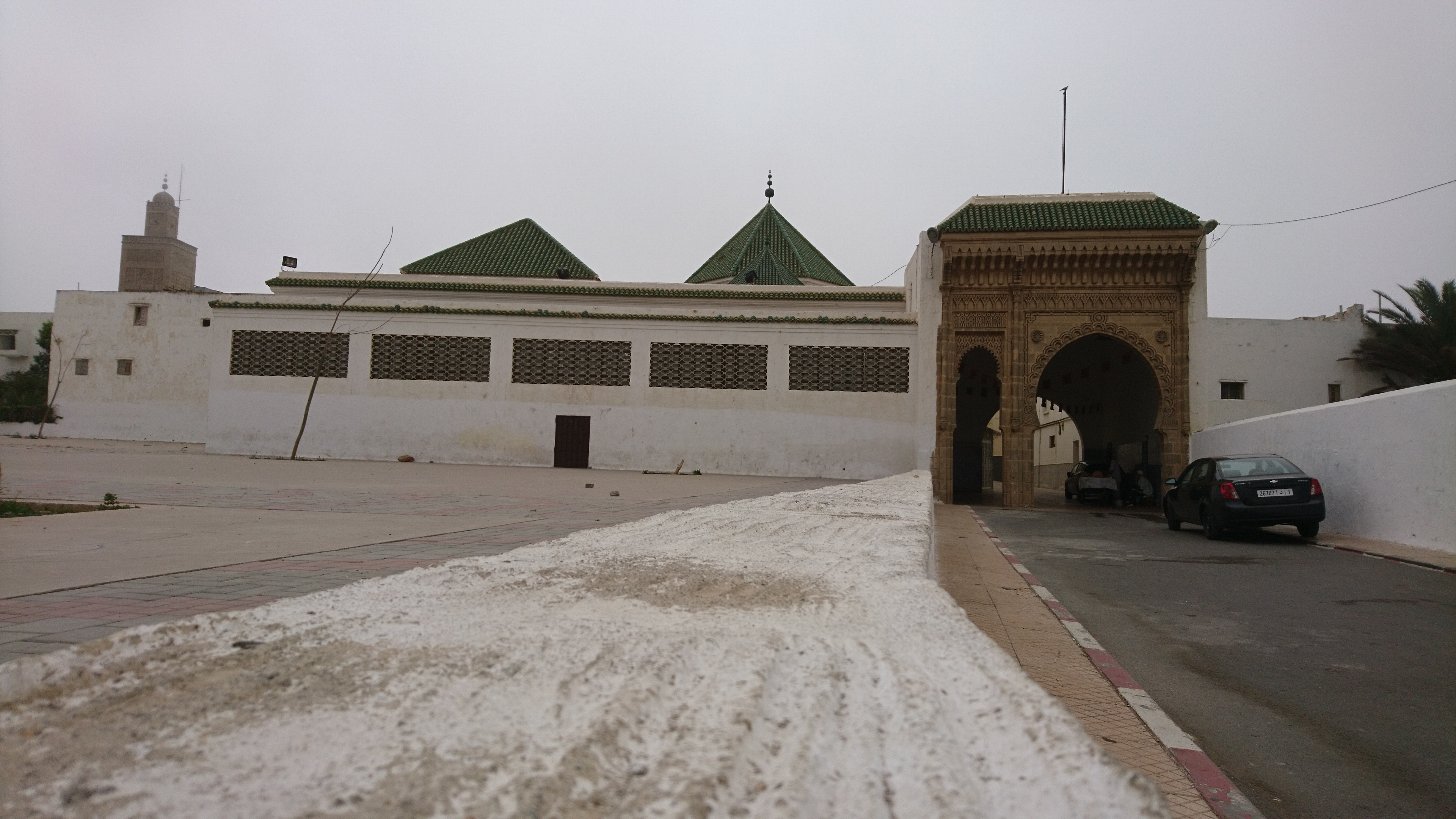
Entrée de la Zawwiyah de Sidi Abdallah Ben Hassoun dans la médina de Salé

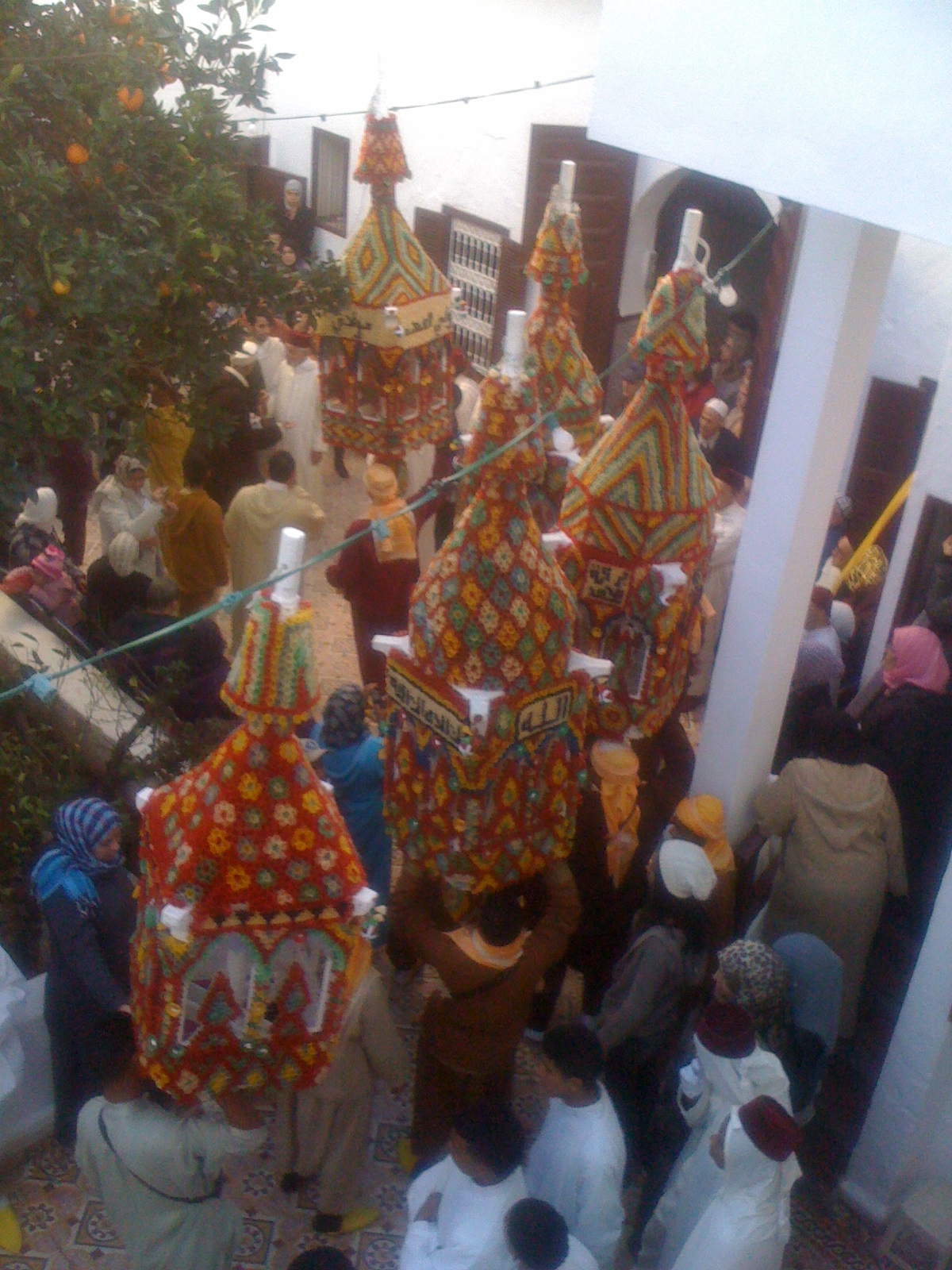
Cierges de Moulay Abdellah Ben Hassoun

Sidi Abdellah Ben Hassoun est aussi le patron des cierges car c'est sous sa gouvernance que le sultan Ahmed al-Mansur Saadi lui demandera d'organiser la première procession des cierges à Salé en 1569 à peu près après les avoir admirer à Istambul durant son exil de jeunesse.
La coupole de son mausolée fut édifiée par le sultan Moulay Ismaïl.